# Holotrochus parvulus
Holotrochus parvulus är en skalbaggsart som beskrevs av Chapin 1928. Holotrochus parvulus ingår i släktet Holotrochus och familjen kortvingar. Inga underarter finns listade i Catalogue of Life.